# Farley Mowat (schip, 1957)
De Farley Mowat is een schip van de Sea Shepherd Conservation Society. Het was grote tijd het vlaggenschip van de Sea Shepherds. Het schip is een ijsbreker, oorspronkelijk gebouwd als Noors onderzoeksschip voor de visserij.
Het heeft onder verschillende namen gevaren sinds:
- 1957 Johan Hjort
- 1983 Skandi Ocean
- 1990 Stm Ocean
- 1990 M Vulcan
- 1995 Cam Vulcan

Het is in november 1996 aangekocht door de Sea Shepperds in Edinburgh, Schotland. Het schip is vernoemd naar de Canadese schrijver Farley Mowat en voer daarna als:
- 2000 Ocean Warrior
- 2002 Farley Mowat

## Registratieproblemen
De Farley Mowat heeft net als de Steve Irwin registratieproblemen ondervonden. Na verschillende klachten van Japan trok Canada de registratie van de Farley Mowat in. Hierna is het schip geregistreerd geweest in Belize, dat de registratie na 10 dagen alweer introk. Na een jaar zonder registratie rondgevaren te hebben, werd de Farley Mowat in 2008 geregistreerd in Nederland.

## Inbeslagname
De Farley Mowat werd in april 2008 in beslag genomen door de Canadese autoriteiten voor visserij na twee aanvaringen met de Canadese kustwacht. Gelijktijdig met de inbeslagname, werden de kapitein en eerste stuurman gearresteerd en veroordeeld voor deze aanvaringen. Het schip ligt in de haven van Sydney op verzoek van de Canadese visserij autoriteit.
In februari 2009 kondigde Canada aan dat de Farley Mowat per opbod verkocht zal worden om de schade en liggelden te betalen. Nadat een koper CAD$50.000 had geboden, zou het schip verkocht worden. De koper heeft de transactie echter nooit voltooid. Het schip blijft eigendom van Canada in afwachting van een nieuwe koper. De Sea Shepherds hebben de inbeslagname van het schip aangemoedigd. Het was in hun ogen onmogelijk om het schip voor een kostendekkende prijs te verkopen. Op deze manier zou de Canadese regering een fiks verlies lijden op de inbeslagname van het schip, iets wat de Sea Shepherds uitermate amusant vonden.